# Вирь (приток Березины)
Вирь (бел. Вір) — река в Белоруссии, в Бобруйском районе Могилёвской области, левый приток реки Березина.
Длина реки — 20 км, площадь водосборного бассейна — 81 км², средний уклон реки 0,9 м/км.
Начинается у деревни Савичи, протекает через длинное вытянутое озеро Плывун и озеро Вяхово, имеющее округлую форму. В верхнем и среднем течении русло реки канализировано. В верхнем течении в Вир с правой стороны впадает протока из озера Усох, в нижнем течении с левой стороны впадает река Озёра.
Вирь в верхнем течении протекает деревни Савичи и Дубовка, нижнее течение не населено. Генеральное направление течения — юг. Левый берег почти на всём протяжении одет лесом, на правом леса и безлесые участки чередуются.
Впадает в Березину ниже деревни Стасевка.